# Paraphlepsius mimus
Paraphlepsius mimus är en insektsart som beskrevs av Baker 1898. Paraphlepsius mimus ingår i släktet Paraphlepsius och familjen dvärgstritar. Inga underarter finns listade i Catalogue of Life.